# Китайский осётр
Китайский осётр (лат. Acipenser sinensis) — вид рыб семейства осетровых.
Как считают учёные, этот вид рыб существовал по крайней мере уже 140 миллионов лет назад.
Входит в число крупнейших видов пресноводных рыб. Имеет от 200 до 500 см в длину, и от 200 до 500 кг в среднем весе. Крупнейшие экземпляры могут весить 550 килограммов. Взрослые осётры, как правило, достигают размеров до 4 метров в длину, более 400 кг живого веса.
Китайский осётр обитает вдоль побережья Китая в восточных областях и мигрируют в реки по достижении половой зрелости. Этот переход может составлять 3500 км.
Китайский осётр в основном встречается в реках Янцзы и Чжуцзян.
Является ценным, но находящимся на грани исчезновения видом и находится, по заявлению китайских властей, под особой государственной охраной. За последние 37 лет численность рыбы в дикой природе уменьшилась на 97,5%, из-за строительства дамб, перелова и загрязнения реки. За 2005-2007 годы было выловлено всего около 250 взрослых особей. Разводится в Китае на специально созданном рыбозаводе, с 1983 по 2007 год в реки было выпущено более 9 млн. штук искусственно выращенной молоди, однако её выживаемость оказалась очень низкой. Размножается в неволе.